# 유럽 안보 협력 회의

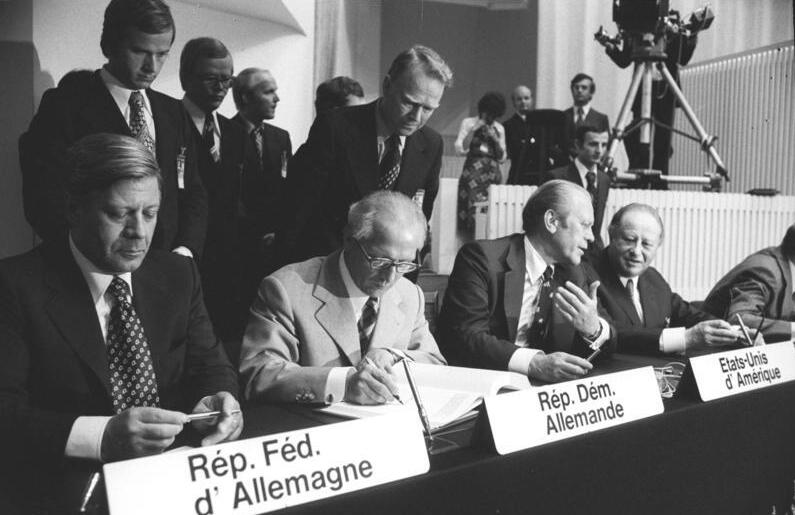
1975년 제1차 회의에서 합의 문서에 서명하고 있는 각국 정상들. 왼쪽부터 헬무트 슈미트 서독 총리, 에리히 호네커 동독 서기장, 제럴드 포드 미국 대통령, 브루노 크라이스키 오스트리아 총리.

유럽 안보 협력 회의(the Conference on Security and Cooperation in Europe, CSCE)는 정치, 지리, 경제, 사상에 관계없이 유럽의 안전 보장을 추구하기 위해 1973년부터 1975년까지 개최했던 회의다. 1990년에는 사무국 설치를 합의하면서 실질적인 국제기구로 발돋움했는데 이러한 회의의 프로세스와 틀 전체를 총칭하는 것이 유럽 안보 협력 회의다.
설립 당시에는 알바니아를 제외한 모든 유럽 국가와 미국, 캐나다를 포함한 35개국으로 출발했으며 이후 알바니아가 가입했고 유고슬라비아와 소련이 해체되면서 등장한 신생국들도 가입하여 가맹국 수는 크게 늘었다. 1994년 12월 부다페스트 정상회의에서 명칭 변경이 채택돼 지금의 유럽 안보 협력 기구로 이어진다.

## 역사

### 구상
유럽의 안전보장 구상을 최초로 제안한 것은 1954년 뱌체슬라프 몰로토프 소련 외무장관이었다. 북대서양 조약 기구(NATO)와 바르샤바 조약 기구(WP)가 각각 1949년과 1955년에 결성돼 유럽이 군사적으로 분단되자 유럽의 안보에 관한 우려가 제기되었고 몰로토프가 공식적으로 이를 해결하고자 화두를 던진 것이다. 소련의 목적은 미군이 유럽에서 철수하도록 하여 NATO를 약화하거나 무력화하는 데 있었다. 한편 할슈타인 독트린으로 외교적으로 고립되어 있던 동독이 서방의 승인을 얻을 수 있도록 하고자 했다. 이에 반해 서방은 동서 유럽의 자유로운 이동을 보장하는 등 폐쇄적인 사회주의 체제를 흔드는 것이 목적이었다. 소련 치하의 동유럽에선 1953년 동독 봉기, 1956년 헝가리 혁명, 1968년 프라하의 봄 등의 민주화 운동이 있었지만 이는 모두 소련에 의해 진압되었고 서방은 이를 적절히 지원할 수단을 가지고 있지 못했다.
1966년 WP는 유럽의 평화와 안전의 강화에 관한 선언(부쿠레슈티 선언)을 통해 ▲유럽의 경제적, 문화적, 기술적, 학술적 접촉을 위한 기관 설치 ▲NATO와 WP의 해체를 통해 유럽의 효과적인 안전보장기구 설립 ▲외국 군사 기지의 폐지와 비핵 지대의 설치 ▲서독의 핵무기 보유 불인정 ▲현존하는 국경의 보전 ▲두 개의 독일을 승인 등의 항목을 내세웠다. 이 중 경제적, 기술적 협력과 현존 국경 및 두 개의 독일 승인은 9년 뒤 헬싱키 협정으로 계승된다. 1968년 체코슬로바키아에서 일어난 민주화 운동을 소련이 군을 투입해 강압적으로 진압하자 소련의 대외적 이미지가 크게 실추됐고 이는 소련으로 하여금 유럽의 안전보장 구상을 더욱 밀어붙이도록 했다. 1969년 3월 소련은 NATO 해체 등 비현실적인 주제를 제외한 부다페스트 어필을 발표했다. 여기서 소련과 동유럽은 유럽 안보의 전제로 ▲현존 국경의 보전 ▲두 개의 독일 승인 ▲서독의 어떤 형태로의 핵무기 보유 의사 포기 등 세 가지를 내세웠다.
소련의 제안에 서방은 4월 워싱턴 D.C.에서 외무장관 회의를 열었고 여기서 소련 및 동유럽과의 교섭에 응할 용의가 있으며 이는 미국과 캐나다가 포함되어야만 한다고 주장했다. 12월 브뤼셀에서 열린 NATO 외무장관 회의에서 서방은 체제 선택권은 유럽의 평화와 안보의 기초가 될 것이며 경제·문화 교류를 통해 관련국의 상호 이익을 가져올 것이라 판단하여 CSCE 구상을 구체화하기 시작했다. 특히 서독을 위시로 유럽 경제 공동체는 사람들이 국경을 넘어 자유롭게 이동할 수 있어야 한다고 주장했다.
CSCE의 외교적 성과에 매달리고 있던 소련은 미국과 캐나다의 회의 참여와 국경을 넘어 자유롭게 이동할 수 있는 권리를 어느 정도 양보할 수밖에 없었다. 이미 유대인의 출국은 확대 중이었고 1970년 소련이 서독과 체결한 모스크바 조약에 따라 소련에 거주하는 독일인의 출국도 허용되어 있었기 때문이었다.

### 인권·인도와 안전 보장의 연관
한편 소련 내에서는 자유를 추구하는 운동이 확산하고 있었다. 본디 소련에선 인민의 권리는 존재했지만 보편적 인권에 관한 개념은 거의 없었다. 1948년에 채택된 세계 인권 선언은 러시아어로 번역되어 소련에서 출판도 보도도 되지 않았을 정도였다. 그러던 소련에서 인권 문제가 수면 위로 부상하게 된 것은 1965년 무렵부터였다. 그리고 1968년 체코슬로바키아의 민주화 운동을 군홧발로 무자비하게 짓밟은 사건은 소련의 반체제 지식인들에게 큰 충격을 주었다. 체코슬로바키아는 인간의 얼굴을 한 사회주의를 내세웠지만 그 뜻은 전차에 짓뭉개졌다. 소련 수폭의 아버지로 불리던 핵물리학자 안드레이 사하로프는 '진보, 평화 공존, 지적 자유에 관한 고찰'을 발표했다. 당시 재판을 통해 유죄 판결을 받았던 사하로프는 소련에도 반체제 인사가 존재하며 소련의 정치범이 어떤 상황에 처해 있는지를 소련 외부에 알리기도 했으며 이는 서방의 관심을 받았다.
제3차 중동 전쟁을 계기로 소련 내의 유대인들은 출국을 요구하기 시작했고 결국 소련 공산당은 1,500명의 유대인들이 이스라엘로 출국하는 것을 허락했다. 소련의 민족 정책이 실패하고 있다는 인식이 확산될 것을 우려해서 나온 조치였다. 따라서 유대인을 비롯한 어떤 민족도 소련에서 출국하고자 한다면 이는 가족 재결합이라는 인도적 목적 등으로 한정되어야만 했다. 그런데 1972년 8월 소련은 출국을 희망하는 사람들 중에서 고등교육을 받은 사람은 2만 루블의 교육세를 부과하기 시작했다. 당시 미국은 소련과의 통상 협정을 통해 소련에 최혜국 대우를 인정해주기로 했었는데 민주당의 헨리 M. 잭슨 상원의원과 찰스 A. 배닉 하원의원이 소련과의 통상 문제와 소련의 인권 문제를 연계하는 잭슨-배닉 수정조항을 추진해 이를 의회에서 통과시켜 버렸다.
소련과 동유럽에서는 국내 정보 검열은 물론이고 서방에서 유입되는 정보도 엄격히 제한되어 있었다. 서방의 신문 판매는 소련과 동유럽에서 극히 한정되어 있었고 동유럽으로 발신되는 단파방송도 재밍하고 있었다. 소련과 동유럽에 서방 언론인이 주재할 순 있었으나 활동은 제한되어야만 했다.
1960년대에 들어서 NATO가 소련과 동유럽의 인권 문제를 거론하는 경우는 거의 없었다. 하지만 블리 브란트가 서독 연방 총리로 취임하고 동방 정책을 추진하면서 환경이 바뀌었다. 브란트는 서독과 동독이 동시에 존재하는 현실을 직시하면서 그 대가로 동유럽과의 잦은 접촉을 통해 체제 내부로부터의 변화를 이끌어내고자 했다. 이와 함께 NATO는 1967년 동서로 분단된 베를린이 정치적 의사를 자유로이 표현할 수 있는 도시가 될 것과 두 독일 사이에서 인적 교류, 경제적·문화적 접촉이 진행될 것을 기대한다는 뜻을 내비쳤다. 이러한 NATO의 뜻은 훗날 있을 헬싱키 협정으로 이어진다.
프라하의 봄은 서방이 소련과 동유럽의 인권 문제에 적극적인 관심을 가지도록 만들었다. 이에 소련은 유럽의 집단안전보장 구상을 서방에 내비쳤다. 여기에 서방이 호응하면서 인권 문제를 결부했고 동유럽 문제에 관여할 수 있는 수단을 만들고자 했다. 동서로 쪼개진 유럽의 가운데에서 비동맹을 자처하고 있던 핀란드, 오스트리아, 스위스, 스웨덴도 CSCE 구상에 동의하며 이의 실현을 촉구했다.

### 준비회의
소련과 서방의 뜻이 합치하자 CSCE를 위한 준비회의가 열렸다. 준비회의는 본회의 의제를 결정하는 역할을 맡았는데 안전보장, 경제 교류, 인도적 분야 등 3개의 분야로 구분되었다.
서방은 사람들의 자유로운 이동에 대한 의제를 본회의에서 독립적인 항목으로 다룰 것을 주장하며 인적 교류와 정보의 침투를 별개의 소위원회로 나누어서 다룰 것을 요구했다. 소련은 본회의 개최를 서둘렀기에 레오니트 브레즈네프는 12월 서방의 요구에 동의한다고 공식 발표했다. 이때까지만 해도 서방은 온건적인 분위기가 강했지만 1972년 10월 미소통상협정 합의, 11월 SALT-II 교섭 개시, 12월 동서독 기본 조약 조인 등 소련이 CSCE에서 빠른 합의를 보기 위해 서방에 지속적인 양보를 하자 서방은 CSCE에 대해서도 소련을 강하게 압박하기 시작했다.
당초 스위스가 제안하고 헬싱키 협정 이후 큰 쟁점이 될 인권과 기본적 자유에 대해 소련은 소극적인 태도를 보였지만 서방은 유엔 헌장에도 포함된 내용임을 강조하며 소련을 압박해 소련은 강경하게 반대를 할 수 없었다.
소련은 당초 인권과 기본적 자유를 비롯해 인민의 자결권, 국제법 의무의 성실한 이행에 대해서 의제로서만 합의했다. 인권 문제는 국가 사이를 규율하는 관계로서의 의논이 아니며 인민의 자결권도 식민지의 인민에게 적용될 법한 논제라며 서방의 제안을 달가워하지 않았다. 하지만 서방은 유엔 헌장을 근거로 소련을 압박했고 CSCE에서 성과를 내길 원했던 소련은 조기에 합의를 했다.
소련과 서방 사이에서 첨예하게 대립했던 의제는 국경 불가침이었다. 이는 소련이 정치적 성과로서 CSCE에 가장 강하게 요구하던 것이기도 했다. 특히 동독과 달리 오데르-나이세선을 인정하지 않는 서독, 아일랜드-영국 국경으로 영국과 갈등을 겪고 있는 아일랜드, 영국이 점유하고 있는 지브롤터의 영유권을 주장하는 스페인, 발트 3국의 소비에트화를 인정하지 않는 캐나다의 존재는 서방이 소련의 요구를 받아들이기 어렵게 만들었다.
소련은 여러 쟁점 사이에서 균형을 맞춰 불편한 합의 내용을 교묘히 만드는 데 재능을 보였고 그 진가는 이번에도 발휘됐다. 소련은 서방이 요구한 인권 문제를 받아들이는 것으로 서방도 국경 불가침을 받아들여야 한다고 압박했다. 서방은 소련이 내정 불간섭를 회피하는 조항을 추가하고자 했으나 이를 단념하게 되자 소련이 요구한 국경 불가침에 동의하기로 했다.
199일에 걸친 준비회의는 유럽의 안보, 경제 협력, 인도적 협력, 재검토 회의 개최 등 네 가지를 본회의의 주요 의제로 결정하고 96개 세부 의제를 담은 헬싱키 협정 최종 권고를 발표하고 역할을 끝냈다. 유럽의 안보에 대해서는 상술한 인권과 기본적 자유를 포함한 10가지 의제가 합의되었고 인도적 협력에서는 사람들의 자유로운 이동, 정보 침투, 청년·스포츠 교류를 포함한 의제가 선정되었다. 준비회의는 예정보다 훨씬 길어졌는데 이는 비전문가들도 참여하는 형식으로 진행되었기 때문이기도 하지만 어떻게든 성과를 보길 원했던 소련의 처지를 이용한 서방이 소련에 압박을 거듭했기 때문이었다. 이에 소련은 어쩔 수 없이 서방에 양보를 거듭해야만 했다.

### 본회의
1973년 6월 발표된 헬싱키 협정 최종 권고를 바탕으로 1975년 7월까지 제네바에서 전문가 회의에서 상세한 검토가 이루어졌다.
서방은 당초 서방이 추진하던 중부유럽 상호 병력 감축 협상을 CSCE와 연계하고자 했다. 하지만 소련과의 의견 차이가 너무 커서 결국 연계는 실패했고 감축 협상도 성과없이 1980년대에 중단됐다. 이후 서방은 인도적 분야에 대한 외교적 노력에 힘을 기울였다. 12월 NATO는 특히 인적 접촉 분야의 중요성을 고려하고 있다고 발표했다. 이는 소련과 동유럽에게 심각한 정치적 압박이 되었지만 서방도 한뜻으로 움직이지는 않아 미국의 헨리 키신저 국무장관은 유럽에서 추진하는 CSCE에 큰 관심을 보이지 않았다. 유럽 경제 공동체 소속 국가들은 유럽정치협력을 바탕으로 각국이 인도적 분야에 대한 여러 제안을 했다. 특히 서독은 가족 재결합에 관해 합리적인 기간 내에 여권 발급이 이루어져쟈 한다는 조항과 긴급 상황에는 우선적으로 취급되어야 한다는 등의 조항을 주창했고 이는 나중에 헬싱키 협정에 포함된다.
한편, 소련은 사람들의 자유로운 이동에는 마지막까지 저항을 표했다. 반면 폴란드는 집단적·개인적 여행을 발전시켜 직업적·개인적 이유로 다른 나라를 여행하는 시민들의 요구에 호의적으로 고려할 것을 단계적으로 인정할 것은 제안했으며 가족 재결합에도 긍정적인 반응을 보였다. 폴란드의 이런 입장은 폴란드에 거주중인 독일인 12만 명의 독일 귀국이 합의되었고 그 대가로 대규모 경제 원조를 받았기 때문이었다. 폴란드 공산당 서기장 보이치에흐 야루젤스키는 대서독 관계라는 측면에서 볼 때 CSCE는 성공적이었다고 평가하기까지 했다.
언론인이 외국에 주재할 때의 활동 조건에 대해서도 서방은 소련과 동유럽을 압박했다. 서독은 출입국 비자 발급의 편의 보장과 인적·기술적 장비 확충 등을 제안했다. 슈미트 서독 총리는 유럽은 충분히 만족할 수 있는 수준이 아니며 잔존하는 여러 제한이 폐지될 것을 갈망한다고 평할 정도로 서방이 이 의제에 거는 기대는 컸다.
그렇기에 동유럽의 저항도 컸다. 동독은 CSCE 본회의가 진행되는 1974년 2월 외국인 언론인에 대한 규제 강화 법령을 발표했다. 하지만 소련이 1973년 9월 서방 라디오 방송에 대한 전파 방해를 일부 중단하는 등 서방과의 협상에 아주 소극적이지는 않았다. 다만 소련의 이런 행동은 자유유럽방송의 송출 금지를 서방에 요구하기 위한 외교적 수단이기도 했다. 동유럽도 라디오 방송의 내용은 각국 정부가 책임져야 한다며 주장을 굽히지 않았다. 결과적으로 소련은 이번에도 CSCE에 목을 매고 있었기에 브레즈네프의 뜻에 따라 서방과 타협해야만 했다. 그 대신 서방은 소련의 요구를 수용해 CSCE 정상회담을 1975년 여름까지는 개최하기로 합의했다.
최종적으로 정보의 제한이나 국가 관리 문제에 관해서는 명문화하지 않는 것으로 타협이 이루어졌다. 소련은 정보 침투 규정을 일반적이고 추상적인 권고로 합의하길 원했으나 결국 서방의 요구에 굴복해 구체적인 결의로서 다루는 데 합의했다. 하지만 7~8월에 열린 헬싱키 정상회의에서 브레즈네프가 정보 수단이 국가 간, 국민 간 불화의 해독을 세계에 퍼뜨릴 수 있다는 점은 의심할 여지가 없는 사실이라고 말했던 것처럼 소련이 서방의 프로파간다에 대한 경계를 늦춘 것은 아니었다.
사람과 정보의 교류에 비하면 인권 문제는 비교적 원만히 합의가 이루어졌다. 영국은 개인이 행동할 권리를 포함해야 한다고 주장한 데 대해 소련은 별 저항없이 받아들였다. 다만 네덜란드가 주장한 통신 비밀 준수는 소련의 강한 반대로 합의에 실패했다.
8월 헬싱키 협정이 채택됐다. 사실 서방은 소련이 인권 규정을 준수할 것이라고 기대하지 않았고 이번 협정을 통해 소련과 동유럽의 정치 체제가 급격히 변할 것이라고도 생각하지 않았다. 영국은 CSCE의 결과로서 모스크바에서 자유롭게 《타임스》를 이용할 수 있게 될 거란 예상은 비현실적이라는 보고서를 작성하기도 했다. 제럴드 포드 미국 대통령도 "역사는 이 회의를 오늘 여기서 우리가 말한 것에 대해서가 아니라 내일 우리가 행동할 것에 대해, 또 우리가 이룬 약속에 대해서가 아니라 우리가 지킬 약속에 대해 판단할 것이다"라고 말했는데 이는 역설적으로 헬싱키 협정이 지켜지기 어려울 것이라는 것을 암시한 것이었다. 소련 역시도 인권 규정을 준수하지 않을 것임을 은연중에 내비치기도 했다. 한편 중소 분쟁이 한창이던 당시 중국은 헬싱키 협정을 종이에 쓰여진 합의라며 비판했다.

### 재검토 회의
그럼에도 서방은 헬싱키 협정 이행을 검토하는 이른바 재검토 회의(follow-up meeting) 개최를 주장해 관철했다. 브레즈네프는 헬싱키 협정의 내용 중 무엇을 지킬지는 우리가 정한다며 우려를 불식하고자 했으나 협정문 전문이 공개되고 이를 바탕으로 인권단체 헬싱키 그룹이 결성되는 등 상황은 생각보다 심각했다. 이런 인권단체들은 당국의 철저한 감시와 탄압 하에 놓였지만 서방은 헬싱키 협정을 준수하라며 소련과 동유럽의 인권 탄압을 비판할 정치적 수단을 얻었다.

#### 베오그라드 회의
1977년 인권을 중시한 지미 카터가 미국의 신임 대통령으로 취임한 뒤 국무장관으로 임명된 사이러스 밴스는 베오그라드 회의(1977년~1978년)에 참석하면서 가족 재결합, 국제 결혼, 개인적·직업상 여행, 정보에 대한 보다 자유로운 접근 등을 중요한 의제로 거론하고자 했다. 한마디로 카터 행정부는 소련의 인권 문제를 정치화하고자 했다. 사하로프에게 서한을 보내고 미소 간의 각료 방문 중지, 소련이 미국 언론인을 고소한 것에 대한 비난 등의 상황이 계속 이어졌다. 뮌헨에 위치한 자유유럽방송의 예산도 대폭 증액했다. 미국 연방 의회도 거들어 소련이 자유유럽방송의 전파방해 행위를 규탄했으며 미국의 원조를 받는 국가의 인권 상황을 보고하도록 하고 인권과 경제 원조의 연계를 제도화했다. 밀리센트 펜윅 등의 몇몇 의원들이 소련의 헬싱키 그룹 멤버인 유리 오를로프 등과 면담하고 돌아온 뒤 CSCE 프로세스 감시를 위한 위원회 설립을 주장하기도 했다. 키신저는 그동안의 대소 외교에 영향을 준다며 비판적인 의견을 내비쳤지만 미국 내 유대인을 비롯해 폴란드, 헝가리, 체코슬로바키아 출신 이민자들이 펜윅을 지지하여 의회 내에 유럽 안보와 협력에 관한 위원회가 출범했고 이후 이 위원회는 미국 CSCE 정책을 형성하는 데 중요한 역할을 담당하게 된다.
이에 미국이 베오그라드 회의에서 강경한 입장을 보였고 이는 소련과의 원만한 관계를 유지하길 원했던 서유럽도 반발하도록 만들었다. 소련 역시 헬싱키 협정에 대한 내정 불간섭 조항을 근거로 미국이 재검토 회의의 취지를 무너뜨리고 회의장을 선전장으로 만들었다고 비난했다.
양측의 입장이 평행선을 달리다 보니 베오그라드 최종 문서에는 결국 인권에 관한 얘기가 하나도 포함되지 못했다. 사실상 베오그라드에서는 마드리드에서 다시 회의를 열기로 결정했을 뿐 아무런 성과도 얻지 못했다. 헬싱키 협정을 통해 냉전이 끝났다는 평가까지 나왔지만 베오그라드에서 동서 간의 이념 대립이 여전함을 여실히 보여주었고 중부유럽 상호 병력 감축 협상의 정체, SALT-II의 부진 등과 함께 얽혀 데탕트가 1970년대에 종말을 고하고 1980년대가 신냉전과 함께 시작하도록 만들었다.

#### 마드리드 회의
1979년 발생한 소련–아프가니스탄 전쟁은 데탕트에 종언을 고했다. 1981년 신임 미국 대통령이 된 로널드 레이건은 소련이 합의 이행을 방치하고 있다는 이유로 CSCE 탈퇴를 검토했다. 마드리드 회의(1980년~1983년)가 개최되었지만 베오그라드 회의 때와 크게 달라진 것은 없었다. 미국은 여전히 소련의 인권 문제를 제기했다.
하지만 마드리드에선 베오그라드와 달리 인권 문제가 담긴 최종 문서가 채택되었다. 사람의 이동에 대해 긴급 시에 가족의 재결합과 국제 결혼에 관한 신청을 통상 6개월 이내에 결정하고 수수료는 적당한 수준으로 낮출 것치 포함되었다. 필요한 정보를 일반인에게 공개하고 신청이 거부된 뒤에 재신청을 할 수 있는 권리도 인정되었다. 자유유럽방송 전파방해 문제는 합의가 어렵자 스페인, 스위스, 오스트리아가 중재에 나서 해당 문제에 대한 논의를 줄이는 대신 언론인에 대한 논의를 이어가도록 했다. 그 결과 언론인에 대한 비자 발급 과정에 우대 조치가 인정되었고 외국 언론인의 자유로운 이동 보장, 국내 정보에 대한 개인적 접촉의 제한을 완화, 보도 목적의 참고 자료 휴대 인정 등이 합의되었다. 기본적 자유와 인권에 관해 폴란드 독립자치노동조합 '연대'의 문제를 반영해 노동자가 노동조합을 자유롭게 설립하고 노동조합에 참가할 수 있는 권리 등이 추가되었다.

#### 빈 회의
1985년 3월 미하일 고르바초프가 소련 공산당의 신임 서기장으로 취임한 이후 소련은 글라스노스트와 페레스트로이카로 대변되는 내정 개혁과 신사고 외교가 추진되었다. 미국에서도 재선에 성공한 레이건이 가중되는 재정 적자에 부담을 느껴 대소 전략의 재검토를 진행하기 시작했다. 그 결과 1987년 12월 INF 조약이 체결되고 아프가니스탄에서 소련군이 철수하기 시작했다. 소련은 신사고 외교를 통해 CSCE를 재평가하고 헬싱키 협정이나 CSCE에서 합의된 문서를 유럽 헌법으로 격상하는 것을 논의했다. 인권을 둘러싼 이념 대립을 완화했고 소련과 동유럽에서 보수파의 반발 등 정치적 분열이 가속화되는 와중에 많은 제안들이 결실을 맺기도 했다.
이런 분위기 속에서 진행된 빈 회의(1986년 12월~1989년 1월)는 우편 및 통신에 대한 국가의 검열 금지, 안전보장을 이유로 한 출판 제한 남용 방지 등의 합의가 이루어졌다. 정보 침투와 관련해서도 자유유럽방송 전파 방해 중지가 처음으로 합의되었다. 인권과 관련해선 헬싱키 협정과 마드리드 최종 문서의 항목 외에 10개가 추가되었고 과거 CSCE 회의에서 합의된 원칙에 대해서는 강제력을 부여했다.
CSCE는 합의된 사항을 참가국이 이행하는지 확인하기 위한 인권 보호 매커니즘 설치를 결정했다. 이 매커니즘은 다른 참가국이 정보를 요구하거나 외교상 항의를 하거나 협의를 해 올 때 응하도록 규정하고 있었다. 인권 보호 매커니즘은 1989년 1월부터 시행되기 시작했는데 체코슬로바키아에서 민주화 운동을 추진하던 바츨라프 하벨, 알렉산데르 둡체크를 핍박하거나 루마니아가 헝가리계 주민을 억압하는 것에 대해 적극적으로 사용되었다.
빈 최종 문서는 소련이 그동안 가지고 있던 인권관에 변화가 생겼음을 여실히 보여준 것이라 할 수 있다. 이는 사실상 동서 냉전 속에서 계속 존재해왔던 이념 대립의 종언을 의미했다. 헬싱키 협정을 계기로 탄생한 헬싱키 그룹과 그 영향을 받은 독립자치노동조합 '연대'와 같은 시민사회조직은 강철 같던 소련과 동유럽을 아래에서 변화시켰고 또 적절한 타이밍에 등장한 고르바초프를 위시로 한 개혁파들은 소련을 위로부터 변화시켰다. 현대 유럽에서는 냉전을 종식한 여러 사유 가운데 헬싱키 협정도 중요한 역할을 했다고 보는 견해가 강하다.

### 1990년대
1990년 6월 파리 헌장이 채택되고 이후 베를린, 프라하, 스톡홀름, 로마에서 각국의 장관들이 모여 꾸준히 합의를 이루어냈다. 이 기간 동안 동유럽의 민주주의 이행, 유고슬라비아 내전 격화, 소련 해체에 따른 정치적 불안정 등 CSCE가 해결해야 할 과제가 급증했다. 그 사이에 CSCE의 성격도 변하지 않을 수 없었고 유럽 경제 공동체도 유럽연합으로 확대되었다. 하지만 소련을 가상의 적국으로 여겨왔던 NATO는 소련 해체 후에도 존속했으며 CSCE는 NATO를 대신할 새로운 유럽의 안전보장공동체가 되지 못했다. 실질적인 변화를 필요로 했던 CSCE는 파리 헌장을 통해 사무국을 설치하는 등 발전을 꾀하기 시작했고 1994년 12월 부다페스트 정상회의가 개최했고 여기서 기존의 유럽 안보 협력 회의(CSCE)를 유럽 안보 협력 기구(OSCE)로 개편하는 것이 결정되면서 CSCE는 역사의 뒤안길로 사라지게 되었다.

## 같이 보기
- 헬싱키 협정
- 유럽 안보 협력 기구
- 북대서양 조약 기구
- 유럽연합
- 아시아 교류 및 신뢰구축 회의